# San Sebastián (Buenos Aires)
San Sebastián es una localidad argentina de la provincia de Buenos Aires, perteneciente al partido de Chivilcoy.

## Población
Cuenta con 166 habitantes (Indec, 2010), lo que representa un incremento del 8,5% frente a los 153 habitantes (Indec, 2001) del censo anterior.
| Gráfica de evolución demográfica de San Sebastián entre 1991 y 2010 |
|                                                                     |
| Fuente: Censos nacionales del INDEC                                 |